# Verilus sordidus
El verilo negro, berregüello (en Cuba) o pargo negro (en Venezuela), es la especie Verilus sordidus, la única del género Verilus, un pez marino de la familia acropomátidos, distribuida por la costa central-oeste del océano Atlántico, más concretamente por el mar Caribe entre Cuba y la costa norte de Colombia y Venezuela. No se pesca ni comercializa.

## Anatomía
Su tamaño máximo normal es de unos 20 cm, aunque se han descrito capturas mayores.

## Hábitat y biología
Viven en el mar de aguas tropicales a poca profundidad de menos de 100 m, pegados a las rocas del fondo.